# Љемешани
Љемешани (слч. Lemešany) насељено је мјесто са административним статусом сеоске општине (слч. obec) у округу Прешов, у Прешовском крају, Словачка Република.

## Становништво
| Година:    | 1994. | 2004.   | 2014.   | 2024.   |
| ---------- | ----- | ------- | ------- | ------- |
| Број људи: | 1669  | 1781    | 1882    | 2046    |
| Разлика:   |       | +6,71 % | +5,67 % | +8,71 % |

| Година:    | 2023. | 2024.   |
| ---------- | ----- | ------- |
| Број људи: | 2043  | 2046    |
| Разлика:   |       | +0,14 % |

Према подацима о броју становника из 2024. године насеље је имало 2046 становника.